# История украинского языка

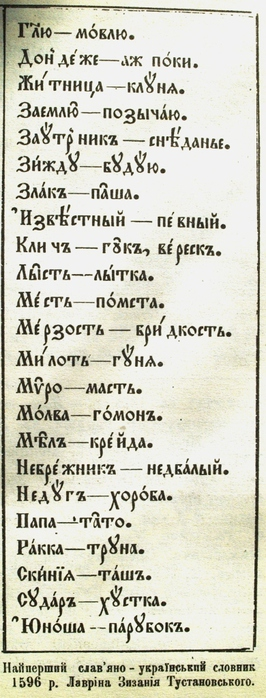
Примеры статей из первого словаря на Руси: «Лексис, Сирѣчь реченїя, Въкратъцѣ събран(ъ)ны и из слове(н)скаго языка на просты(й) рускі(й) діале(к)тъ истол(ъ)кованы», издан в Вильно в 1596 г. Лаврентием Зизанием. В левой колонке слова на церковно-славянском языке, а в правой на «простой руской мове», в будущем ставшей основой в том числе для современных украинского и белорусского языков и частично для русского

Украи́нский язы́к (самоназвание: українська мова) (произносится [ukrɑ'jınʲsʲkɑ 'mɔvɑ]) — язык, распространённый в восточной Европе, относится к славянской группе индоевропейской языковой семьи.
Государственный язык Украины. В ряде европейских стран имеет статус регионального (в некоторых странах также признан русинский язык, который частью научного сообщества считается диалектом украинского). Исторически также был официальным языком Кубанской Народной Республики.
Украинский язык распространён на Украине, приграничных территориях соседних стран, где издавна живут украинцы, а также в странах, в которых проживает существенное количество мигрировавших украинцев (украинская диаспора).

## Различные концепции истории украинского языка
Согласно гипотезе Алексея Шахматова, украинский язык произошёл в результате распада древнерусского языка (который, в свою очередь, произошёл от праславянского языка) примерно в одно время с белорусским и русским языками. Также существует гипотеза украинско-американского лингвиста Юрия Шевелёва, который утверждает, что в доисторические времена ни восточно-, ни западно-, ни южнославянские языки (и народы соответственно) не образовывали «общих этносов», а их язык всегда был диалектно дифференцирован.
Однако ряд исследователей полагает, что древнерусский язык являлся исключительно литературным языком, единого древневосточнословянского языка не существовало и формирование украинского языка (как и белорусского, и русского) связано с распадом праславянского языка.

### Староукраинский период и диалекты — IX—XIV вв.

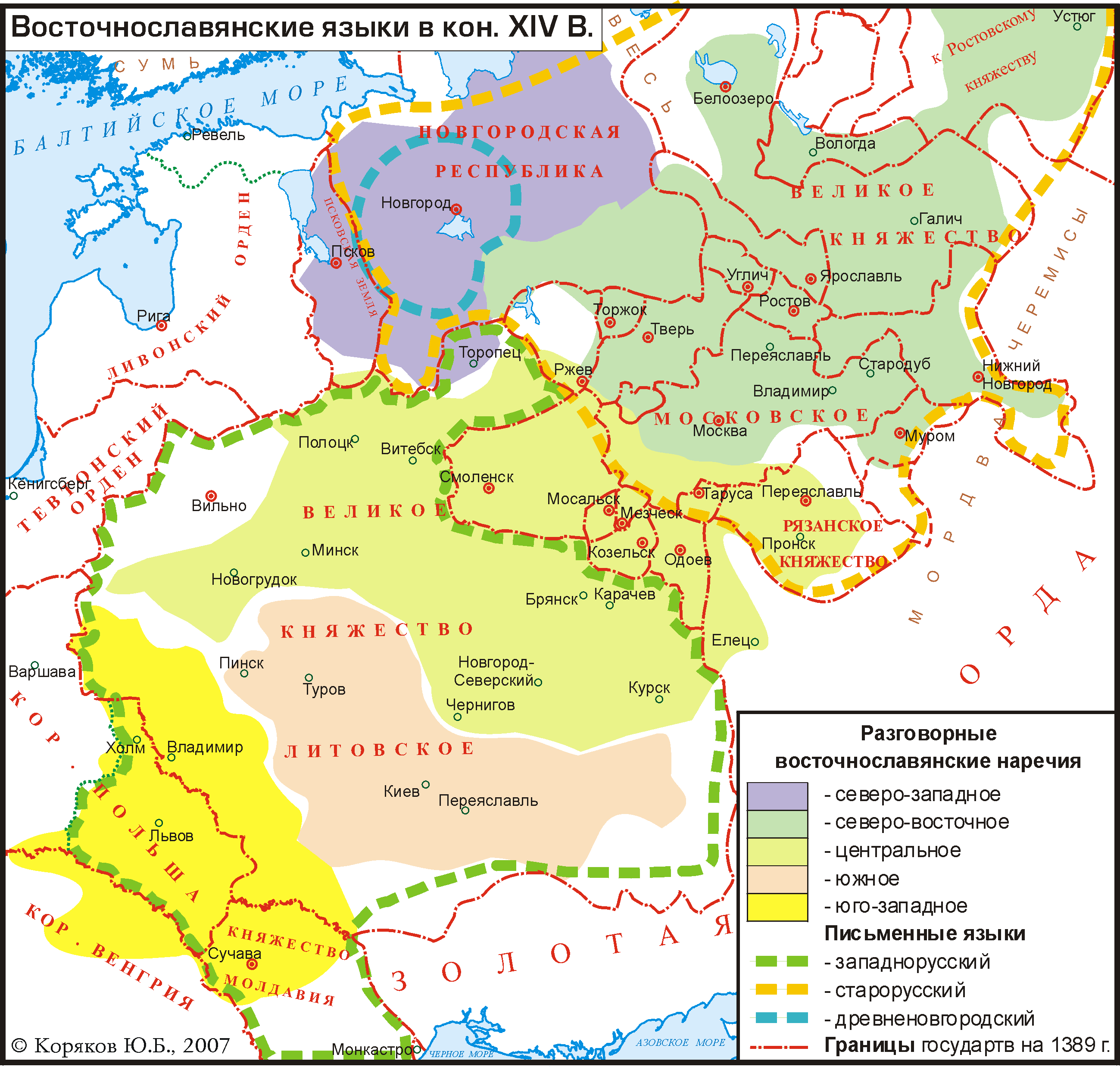
Восточнославянские разговорные и письменные языки 1389 г.

Украинский язык ведёт своё начало из праславянского языка с V в. н. э. В XI—XII веках в период зарождения трёх восточнославянских народностей в основу письменного языка Древнерусского государства лёг старославянский язык.
Согласно Энциклопедии истории Украины, с момента принятия христианства Киевской Русью южнославянский язык приобрёл определённые черты местных славянских диалектов. В украинском языковом ареале он развился в церковнославянский язык украинской редакции. Параллельно с церковнославянской письменностью в светской сфере возникла письменность на основе местных славянских идиом. Начался новый период в истории украинского языка — «староукраинский» (относительно украинских земель) или «древнерусский» («давньоруський») относительно всей Руси. С введением письменности славяноговорящие жители средневековой Руси общались местными диалектами, и в их обиходной письменности сосуществовали два языка: церковнославянский язык восточнославянской (в украинском языковом ареале украинской) редакции в религиозной сфере, а в светской сфере — письменный язык на народной основе, который обладал определенными чертами «койне» по образцу языка Киева; все упомянутые языки обычно просто назывались «словѣньскыи языкъ» и, вероятно, считались разновидностями одного языка; в некоторых жанрах они использовались в сильно смешанной форме (например, в летописях).
В период Киевской Руси (точная дата неизвестна) выражение «роусьскыи языкъ» перестало означать «язык Руси» в узком средневековом смысле (скандинавский язык «варягов») и начало означать «язык Руси» в смысле «славянский язык жителей русских („руських“) земель». Староукраинский период длился примерно до середины XIV века.
Что касается внутреннего языкового развития староукраинского периода, наиболее важным изменением была утрата ь, ъ, которые окончательно исчезли или превратились в другие гласные в течение XIII века (в обычных позициях в о, е: sъnъ, dьnь => сон, день (ден’), но родительный падеж сну, дня). В результате этих процессов возникли новые закрытые слоги, в которых гласные о и е превратились в другие гласные, что привело к современным альтернациям вроде стіл, столу и шість, шести; в староукраинских рукописях этот процесс отражен (в отличие от других древнерусских ("давньоруських")) в написании так называемой новой ять (вместо е, например, камѣнь). Другими важными фонетическими процессами были замена кы, гы, хы => ки, ги, хи, которая не охватывала южноукраинские диалекты и позже стала незаметной из-за развития ы, и => и (во второй половине XIII века); появление г (h) из затворенного губного [ґ], начало утверждения губных согласных и р (в разных позициях и по-разному в диалектах). В отношении морфологии особое внимание заслуживает развитие форм глаголов, в том числе появление новых форм повелительного наклонения с ѣ (вместо и) в глаголах на -ити, см. хвалѣте; появление нового окончания -мо в форме 1-го лица множественного числа настоящего времени глагола быть: єсмо, которое затем распространилось на все глаголы; распространение нового сокращенного окончания -ш (<= -ши) во 2-м лице единственного числа настоящего времени и постепенная утрата временных форм аориста и имперфекта, которые в конце староукраинского периода использовались только в церковнославянском контексте. В период староукраинского языка церковнославянский язык дал украинскому языку славянскую христианскую терминологию (воскресіння, празник, спаситель), включая заимствования из греческого языка (ангел, ікона, корабель, а также многие заимствования из тюркских народов (каган, болярин, лоша, имя Борис и т. д.), а также из германских (якір, имя Ольга).
Согласно современным лингвистическим представлениям, до XIV века на территории распространения древнерусского языка (включающую области, в которых сложились современные украинский и белорусский языки, а также бо́льшая часть русского языка) каких-либо ощутимых диалектных различий не установлено. Г. А. Хабургаев выделяет в раннем восточнославянском ареале (до XIII века) два диалектных объединения: южно-восточнославянское и северно-восточнославянское. До VIII—XI веков центром южной части ареала было среднее Поднепровье, а центром северной части ареала — Приильменье, откуда носители восточнославянских говоров расселились по всей территории будущего Древнерусского государства — носители южно-восточнославянских говоров заняли области формирования будущих украинского, белорусского и юго-восточной части русского языков, а носители северно-восточнославянских — область формирования северной части будущего русского языка. Для данного исторического периода предполагается относительное диалектное единство восточнославянской территории. Академик Зализняк пишет, что, по данным берестяных грамот, только псковско-новгородские говоры отличались от остальных , при этом резко критикует «любительскую лингвистику», которая предполагает существование русского, украинского и белорусского языков до XIV—XV века, когда происходит их формирование как отдельных восточнославянских языков в результате размежевания Литвы и Московской Руси. С другой стороны, становлению украинского языка как общего языка территории обитания славян Южной и Юго-Западной Руси препятствовало её дробление на земли, принадлежавшие разным государствам. Так, Чернигово-Северщина, Подолье и Киевщина с Переяславщиной, а также большая часть Волыни находились в Великом княжестве Литовском, Северная Буковина стала частью Молдавского княжества — здесь тоже долгое время все государственные дела велись «руским» языком; земли Западной Волыни и Галицию присоединила Польша, а Закарпатье — Венгрия.

### XV—XVIII
После вхождения будущих белорусских и украинских земель в состав Великого Княжества Литовского (ВКЛ), на территории «Литовской Руси» в XIV—XV веках формируется западнорусский язык («руска мова»). По современному обзору научных работ, сделанных профессором Мойсиенко, «руска мова» происходит из древнерусского языка путём отщепления от него «полесского» диалекта. При этом разговорные языки не участвовали в формировании западнорусского языка. До XVI века «руска мова» была «наддиалектной» по всей территории ВКЛ, но по письменным источникам можно установить появление в XVI веке «украинского комплекса», то есть разговорная украинская речь начинает сказываться на особенностях письма на «руска мова». Разделение «староукраинского» и «старобелорусского» (исходного «полесского») диалектов было неполным, — в частности, в деловой переписке это разделение исчезает уже к концу XVI века. Это осложняет определения памятников письменности как украинских или белорусских и вызывает горячие споры исследователей.
После образования Речи Посполитой в 1569 году развитие украинского языка происходит под значительным влиянием польского, происходит его «полонизация». Вскоре начинается новый этап в развитии языка — происходит продвижение народных говоров в клерикальную литературу. По словам Ивана Франко, в это время начинаются «пробы создания литературного языка на основе церковного с большей или меньшей примесью народных говоров». Перевод церковных книг на народный язык признавался далеко не всеми; считалось, что народным языком можно писать только толкования к духовным текстам. Литература того времени отразилась в таких, например, памятниках, как «Пересопницкое Евангелие» (1556—1561 г.), которое переложено с «бльгарского на мову рускую», Волынское Евангелие (1571 г.), Триодь постная (издана в Киево-Печерской Лавре, 1627 г.), сочинения Ивана Вишенского и др.
Осип Бодянский, первооткрыватель «Пересопницкого Евангелия», назвал изложение его «чистым, как зоря небесная, … Речь этого Евангелия южнорусская, в основном русинская, на которой говорят в бывшей Червоной (ныне — Галицкой) Руси, с небольшой добавкой церковнокнижных слов».

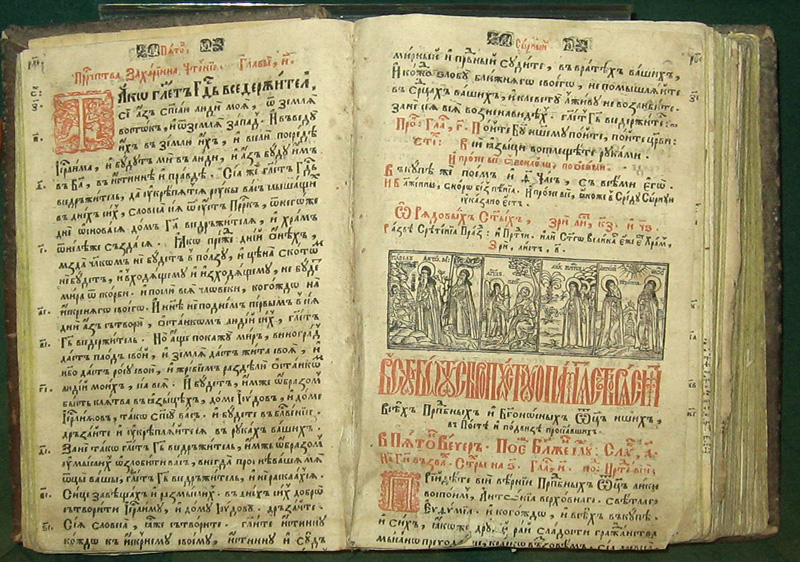
«Триодь постная» киевского митрополита Петра Могилы, 1646 г.

С конца XVI века появляются грамматики, в которых пытаются нормировать староукраинский язык; среди них наиболее значима грамматика Мелетия Смотрицкого, вышедшая в 1619 году, а также двуязычные церковнославянско-староукраинские лексикографические работы рубежа XVI—XVII в. — «Лексис» Лаврентия Зизания (1596) и «Лексикон славеноросский» Памвы Берынды (1627), — кодифицирующие свод украинской лексики.
В XVII—XVIII вв. народная речь оказывает всё большее влияние на книжный язык, особенно в интермедиях, виршах и т. п., а также у отдельных писателей (Галятовского, Некрашевича, Конисского и др.). В конце XVIII в., в связи с присоединением Правобережной Украины к России, усилилось влияние русского языка на украинский (например, в сочинениях русского и украинского философа Григория Сковороды).

### Современный период (конец XVIII в. и до настоящего времени)

Украинский язык в Российской империи по переписи 1897 года

Западнорусский язык не совпадал с украинским разговорным языком с момента его появления. На рубеже XVIII и XIX вв. возникает новый украинский литературный язык, самостоятельно развивающийся на народной языковой основе. Первым создателем произведений на литературном украинском языке, повторяющим разговорный язык, считают И. П. Котляревского, с его первым произведением «Энеида», написанным в 1798 году. И. П. Котляревский писал в стиле «бурлеск» — комической поэзии на основе украинской речи и фольклора. К кодификации литературного языка ближе подошел Иван Некрашевич, пытавшийся создать литературный стандарт на основе северных диалектов. Исторически, однако, продолжение получил именно базировавшийся на юго-восточных диалектах проект Котляревского, так как именно эти территории стали основным ареалом развития украинской национальной культуры в первой половине XIX века.
Формирование современного украинского литературного языка связано с украинским поэтом Т. Г. Шевченко, который окончательно закрепил живой разговорный язык в качестве основы литературного языка.